# Rim Zribi
Pour les articles homonymes, voir Zribi.
Rim Zribi (arabe : ريم الزريبي) est une actrice tunisienne.

## Télévision
- 1995 : Habbouni wedalalt de Slaheddine Essid : Zouzou
- 1999-2000 : Rih El Misk de Ezzedine Harbaoui : Ibtissem
- 2001 : Malla Ena d'Abdelkader Jerbi
- 2005 : Chaâbane fi Ramadhane de Salma Baccar : Znaïkha
- 2006-2008 : Choufli Hal (saisons 2 à 5) de Slaheddine Essid : Feyka alias Foufa
- 2012 :
  - Bab El Hara 2100 de Haifa Mohamed Araar et Anis Ben Dali : mère de Carlos
  -  Dar Louzir de Slaheddine Essid et Younes Ferhi : Mervat
- 2014 : Ayla Tounsia de Slimane Chaouche
- 2015 : Le Risque de Nasreddine Shili et Mohamed Ali Damak
- 2017 : Dawama de de Naïm Ben Rhouma, Mohamed Ali Mihoub et Abdelmonem Hwass : Adila
- 2021-2022 : Ken Ya Makenech d'Abdelhamid Bouchnak : Fidha
- 2022 : El Balas de Zied Litayem : Mamie
- 2023 : Capitaine Majed de Mohamed Ali Mihoub : Nesria

## Théâtre
Rim Zribi est comédienne de théâtre dans la troupe de la ville de Tunis.
- 1982 : Sahra Taht El Sour, texte de Samir Ayadi et mise en scène de Béchir Drissi et Hamadi Arafa
- 1988 : Dam El Farh d'Abdelaziz Meherzi
- 2009 : Hira w Tchitine, texte et mise en scène de Zouhair Erraies[1]
- 2010 : Ija wahdek, mise en scène d'Ikram Azzouz et Fethi Mselmani
- 2011 : Ellil Zéhi, adaptation et mise en scène de Farhat Jedid[2]
- 2013 : Ahwal, texte et mise en scène de Mohamed Kouka[3]
- 2014 : 24h ultimatum, texte de Jalel Eddine Saadi et mise en scène de Mongi Ben Hafsia
- 2015 : Dhalamouni Habaybi, mise en scène d'Abdelaziz Meherzi[4]
- 2016 : Cauchemar, traduction de L'Affaire de la rue de Lourcine d'Eugène Labiche et mise en scène de Zouhair Erraies